# Инноваторы. Как несколько гениев, хакеров и гиков совершили цифровую революцию
Инноваторы. Как несколько гениев, хакеров и гиков совершили цифровую революцию — книга про историю информатики и цифровую революцию. Она была написан Уолтером Айзексоном и опубликована в 2014 году издательством Simon & Schuster.
В книге обобщен вклад от первой в мире программистки Ады Лавлейс и работ Алана Тьюринга в области искусственного интеллекта до современной информационной эры.

## Переиздание
В декабре 2015 года издательство Simon & Schuster опубликовало пересмотренное электронное издание книги «Инноваторы», в котором были исправлены ошибки в главе 9 оригинального издания, посвященной программному обеспечению. Айзексон, который в ходе работы над книгой брал интервью у Билла Гейтса, но не у Пола Аллена, приписал практически все заслуги за ранние инновации и успех компании Майкософт Гейтсу, хотя на самом деле они были результатом совместной работы нескольких человек, включая Аллена. В пересмотренное издание Айзексон включил архивные материалы 1981 года, в которых Гейтс приписывает Аллену роль «идейного вдохновителя», отвечающего за исследования и разработки в Microsoft, в то время как он, Гейтс, был «первым лицом, управляющим бизнесом».

## Инноваторы по главам
Инноваторы, обсуждаемые в книге по главам:
- Глава 1 - Ада, графиня Лавлейс:
  - Чарлз Бэббидж, Ада Лавлейс
- Глава 2 - Компьютер:
  - Герман Холлерит, Вэнивар Буш, Конрад Цузе, Алан Тьюринг, Джордж Штибиц, Клод Шеннон, Говард Эйкен, Джон Атанасов, Джон Мокли, Дж. Преспер Эккерт
- Глава 3 - Программирование:
  - Грейс Хоппер, Ричард Блох, Джин Бартик, Джон фон Нейман
- Глава 4 - Транзистор:
  - Джон Бардин, Уильям Шокли, Уолтер Браттейн, Патрик Хаггерти, Роберт Нойс, Гордон Мур
- Глава 5 - Микрочип:
  - Джек Килби, Артур Рок, Эндрю Гроув, Тед Хофф, Жан Хорни
- Глава 6 - Видеоигры:
  - Стив Рассел, Нолан Бушнелл
- Глава 7 - Интернет:
  - Джозеф Карл Робнетт Ликлайдер, Роберт Тейлор, Лоуренс Робертс, Пол Бэран, Дональд Дэвис, Леонард Клейнрок, Винтон Серф, Боб Кан
- Глава 8 -  Персональный компьютер:
  - Кен Кизи, Стюарт Брэнд, Дуглас Энгельбарт, Алан Кэй, Ли Фельзенштейн, Эдвард Робертс
- Глава 9 - Программное обеспечение:
  - Пол Аллен, Билл Гейтс, Стивен Возняк, Стив Джобс, Ричард Столлман, Линус Торвальдс, Даниэль Бриклин
- Глава 10 - Онлайн
  - Уильям фон Майстер, Стив Кейс, Эл Гор
- Глава 11 - Сеть
  - Тим Бернерс-Ли, Марк Андриссен, Джастин Холл, Эван Уильямс, Говард Каннингем, Джимми Уэйлс, Ларри Пейдж, Сергей Брин
- Глава 12 - Бессмертная Ада